# Aïnama « Salsa pour Goldman »
Pour plus de détails, voir Fiche technique et Distribution.
Aïnama « Salsa pour Goldman » est un film français réalisé par le cinéaste Frank Cassenti et sorti en 1980.
Le titre est une transcription phonétique de « ¡ahí na' má'! », contraction de « ¡ahí nada más! » (forme d’encouragement et d’approbation à poursuivre le rythme ou la danse), titre de chanson et thème récurrent dans la musique populaire latino-américaine.

## Synopsis
Ce film constitue une sorte d’hommage de Frank Cassenti, cinéaste et musicien, à son ami décédé, Pierre Goldman, mêlant images d’actualité (l’enterrement très médiatique de Goldman) et du concert de musique latino-américaine donné après les obsèques par des amis du défunt (Azuquita, Henri Guédon, etc.)

## Fiche technique
- Titre : Aïnama « Salsa pour Goldman »
- Réalisation : Frank Cassenti
- Photographie : Richard Copans, Pierre David, Jean-Michel Humeau et Yann Le Masson
- Son : François Groult et Nicolas Joly
- Montage : Nicolas Barachin, Lise Benzaquen et Michèle-Annie Mercier
- Musique : Henri Guédon
- Production : Rush Productions
- Distribution : Rush Distribution
- Pays de production :  France
- Durée : 90 minutes
- Date de sortie : 
  - France : 17 septembre 1980

## Distribution
- Pierre Goldman